# Gnophos deliciaria
Gnophos deliciaria är en fjärilsart som beskrevs av Charles Oberthür 1913. Gnophos deliciaria ingår i släktet Gnophos och familjen mätare. Inga underarter finns listade i Catalogue of Life.